# Ted Hawkins (Sänger)
Ted Hawkins, mit vollem Namen Theodore Hawkins jr. (* 28. Oktober 1936 in Biloxi, Mississippi; † 1. Januar 1995 in Los Angeles, Kalifornien), war ein US-amerikanischer Singer-Songwriter und Blues-Musiker. In Europa war er mit seinen Songs wesentlich bekannter als in seiner Heimat, wo er sich bis zu seinem Tod den Lebensunterhalt als Straßenmusiker am Venice Beach verdiente.

## Leben und Musik
Ted Hawkins hatte als Sohn einer alkoholabhängigen Prostituierten und eines abwesenden Vaters eine schwere Kindheit. Er war früh auf sich selbst gestellt und geriet bereits in jungen Jahren mit dem Gesetz in Konflikt, so dass er im Alter von zwölf Jahren in eine Besserungsanstalt kam. Bereits dort fiel er der Ehefrau des Anstaltsleiters auf, die eine Musikgruppe leitete und ihn ermutigte, seine Stimme zu üben und weiterzuentwickeln. Den frühesten Eindruck machte dabei Professor Longhair auf ihn. Am stärksten geprägt wurde er durch die Stimme und den Gesangsstil eines Sam Cooke. Ebenso beeinflusste ihn die Musik Otis Reddings und Robert Johnsons. Ebenfalls in jungen Jahren entwickelte Ted Hawkins eine Faszination für die Gitarre. Beeinflusst von ortsansässigen Blues- und Country-Musikern lernte er in der Offenen C-Stimmung (dem Vestapolstil) zu spielen, die für die Bluesmusik aus Mississippi und den Südstaaten charakteristisch ist. Da dieser Stil die Fingerspitzen stark beansprucht, gewöhnte er sich an, diese mit schwarzen Lederhandschuhen zu schützen. Die Handschuhe wurden im Lauf der Zeit zu seinem „Markenzeichen“.
Auch während seiner Teenagerzeit geriet Ted Hawkins wiederholt in Schwierigkeiten mit der Polizei, was damit endete, dass er wegen Diebstahls einer Lederjacke aus einem Harley-Davidson-Laden zu drei Jahren Gefängnis in der berüchtigten Parchman Farm verurteilt wurde. Nach seiner Entlassung und nun in seinen 20er Jahren begab er sich als Hobo auf Wanderschaft durch die Vereinigten Staaten und reiste auf diese Art illegal mit Güterzügen von Mississippi bis New Orleans, Chicago, New York City und Buffalo, wobei er versuchte, so viel als möglich über Musik zu lernen.
Nachdem er des Herumvagabundierens müde war, zog Ted Hawkins Mitte der 1960er Jahre nach Los Angeles, „wo [er] nicht frieren mußte“, um dort sein Glück im Musikgeschäft zu versuchen. 1966 veröffentlichte er die erste einer Reihe von Singles für das Plattenlabel Money, doch bei den Musikkäufern fanden diese kein Interesse. Er schlug sich daraufhin mit Gelegenheitsarbeiten und mit Straßenmusik auf Los Angeles’ Venice Beach als Ventil seiner Kreativität durch. Später sollte er erzählen, seine typische Stimme hätte sich durch die Einflüsse der Meeresgischt und des Sandes auf der Strandpromenade entwickelt.
1971 wurde der Musikproduzent Bruce Bromberg auf den Sänger aufmerksam und ermutigte ihn, an Stelle von Coverversionen seine eigenen Songs in dem für ihn typischen Stil aufzunehmen. Unglücklicherweise kam Ted Hawkins wieder mit dem Gesetz in Konflikt wurde heroinabhängig und musste daraufhin wieder mehrere Jahre im Gefängnis verbringen. Der Kontakt zu Bromberg brach ab und die Bänder gerieten in Vergessenheit. Nach seiner Entlassung aus der Haft und der Überwindung seiner Heroinsucht traf er den Produzenten 1982 wieder und die elf Tracks der damaligen Aufnahmesessions wurden unter dem Titel Watch Your Step auf Rounder Records veröffentlicht. Das Album gelangte zwar nicht in die Musikcharts, aber das Magazin Rolling Stone vergab dafür die Höchstnote von „5 Sternen“ und nahm es in seine Liste der Platten des Jahres auf.
Bis zu den nächsten Studioaufnahmen von Ted Hawkins sollten vier Jahre vergehen. Sie erschienen 1986 unter dem Titel Happy Hour. Es war das Album, das den Sänger international bekannt machen sollte. Die Schwierigkeit bei der Vermarktung seiner Musik war, dass er als Künstler keiner bestimmten Stilrichtung zuzuordnen war. Zwar war er im Blues seiner Südstaatenheimat verwurzelt, doch sein Gesangsstil kam eher aus der Soulmusik, ebenso finden sich Einflüsse aus Country und Gospel. Dies machte einen Erfolg auf dem amerikanischen Mainstreammarkt schwer und Airplays sowie Plattenverkäufe waren in seiner Heimat gering. In Europa, Australien und Asien dagegen wuchs Hawkins’ Bekanntheitsgrad als der britische Radio-DJ Andy Kershaw begann, seine Songs regelmäßig in seiner einflussreichen Show auf BBC Radio 1 zu spielen. Dadurch ermutigt, spielte Hawkins vor stetig wachsendem Publikum in England, u. a. 1989 auf dem Glastonbury Festival.
1987 begann der Dokumentarfilmer Nick Shaw mit der Arbeit an einem Film über Hawkins’ Leben und seine Zeit. Er begleitete ihn über einen Zeitraum von zwei Jahren, doch der Film wurde nie veröffentlicht.
Trotz seiner erfolgreichen Tourneen in Europa und auf dem australischen Kontinent bevorzugte Ted Hawkins das beschaulichere Leben in Kalifornien, wohin er 1990 zurückkehrte um wieder Straßenmusik zu machen. Größere Aufmerksamkeit und Erfolg erhielt er erst wieder 1994 mit der Veröffentlichung seines letzten Albums  The Next Hundred Years unter dem Produzenten Tony Berg auf dem Label Geffen Records. Hier wurde er erstmals bei den Aufnahmen von renommierten Studiomusikern begleitet, auch wenn er erklärte, dass ihm seine Soloaufnahmen besser gefallen würden.
Den Durchbruch mit diesem Album sollte er nicht mehr erleben. Am 28. Dezember 1994 erlitt Ted Hawkins einen Gehirnschlag, an dessen Folgen der fünffache Vater am Neujahrstag 1995 starb. Hawkins’ Witwe Elizabeth verkaufte nach seinem Tod die Rechte an einem Film über sein Leben.

## Auswahldiskografie

### Originalveröffentlichungen
- Watch Your Step (Rounder Records, 1982)
- Happy Hour (Rounder Records, 1986)
- The Venice Beach Tapes (Hotshot Records, 1986)
- I Love You Too (PT Records, 1989)
- The Next Hundred Years (Geffen Records, 1994)

### Kompilationen und Liveaufnahmen
- The Kershaw Sessions (Strange Roots, 1995)
- Suffer No More (Rhino Records, 1998)
- The Final Tour (Evidence Records, 1998)
- Love You Most of All (Evidence Records, 1998)
- The Unstoppable Ted Hawkins (Catfish CDs, 2001)
- Nowhere to Run (Evidence Records, 2001)